# Tele (Band)
Tele ist eine deutsche Rock/Pop-Band aus Freiburg, die in Berlin ansässig ist.

## Geschichte

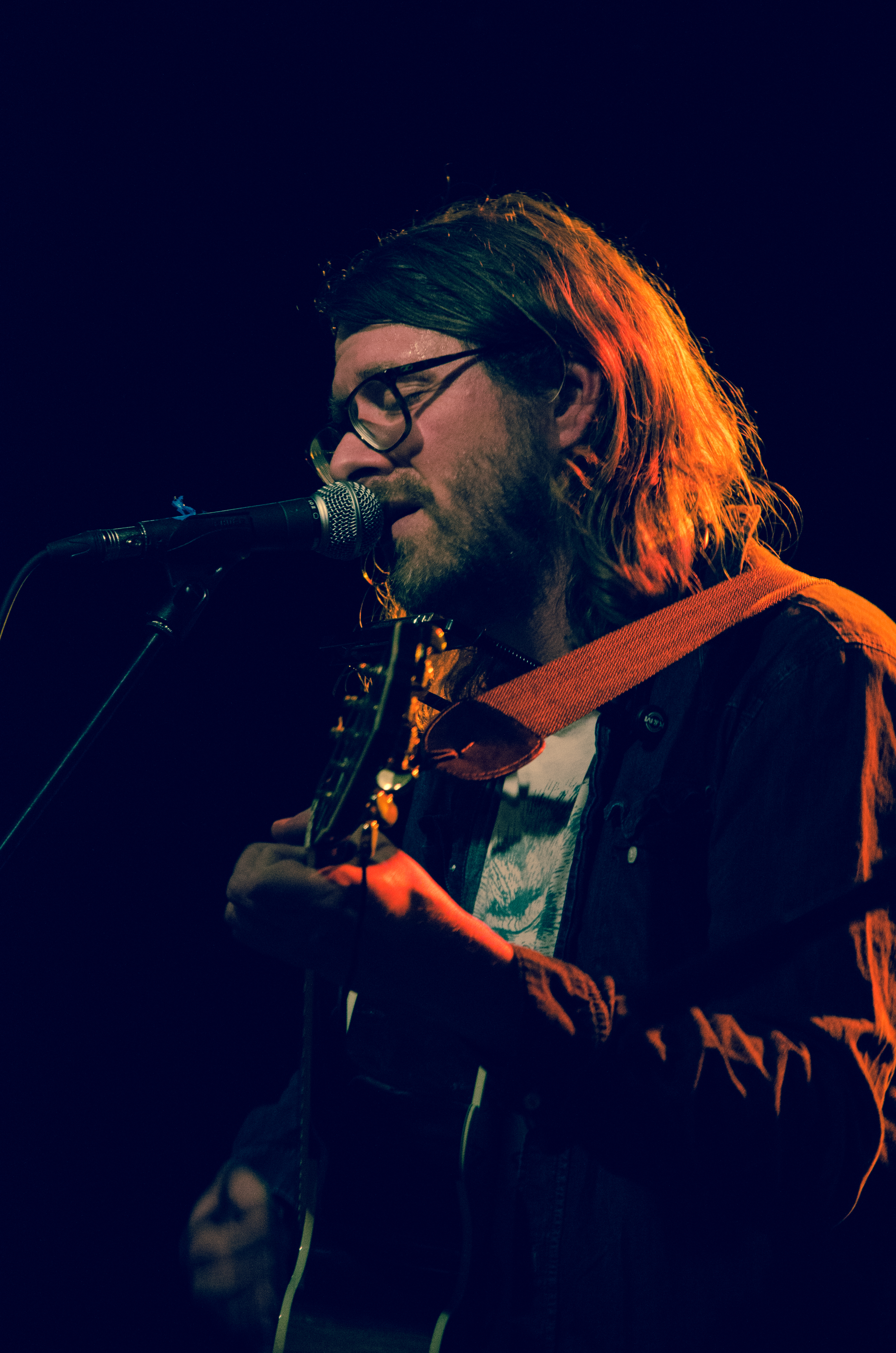
Sänger Francesco Wilking

Ursprünglich von Patrick Reising und Stefan Wittich unter dem Arbeitstitel Eschholz als Instrumental-Projekt gegründet, wuchs TELE schnell zur 5-köpfigen Band und erspielte sich in Freiburg einen Namen. Im Jahr 2000 veröffentlichte die Band in Eigenproduktion das Debütalbum 1001 Verdacht. Die Lieder zeichnen sich durch einen zunächst typischen Indie-Gitarren-Sound aus, die dann beim Songaufbau postrockige Wege einschlagen. Die Musik von Tele enthält teilweise deutliche Referenzen an die Klänge der achtziger Jahre, ohne dabei retrospektiv zu wirken. Dies liegt unter anderem am Einsatz von Keyboard-Arrangements, so werden z. B. Synthiebläser eingesetzt.
2002 zog die Band nach Berlin. Das Hamburger Plattenfirma Tapete Records übernahm den Vertrieb des Albums (Neupressung) und veröffentlichte eine EP mit fünf neuen Titeln. 2003 entstand Wovon sollen wir leben, gemischt von Patrik Majer, der u. a. die Band Wir sind Helden produzierte. Es enthält vor allem deutschsprachige Popsongs, deren Texte meist Hintergrundgeschichten aus dem individuellen (Liebes-)Alltag beschreiben.
Tele unterschrieb einen Plattenvertrag bei Universal, mit der später zu der Single „Falschrum“ das erste Video der Band veröffentlicht wurde.
Im Juni 2006, kurz vor Fertigstellung des dritten Albums, tourten Tele im Auftrag des Goethe-Instituts durch Afrika (Südafrika, Mosambik, Namibia, Simbabwe, Tansania, Sansibar und Madagaskar), und traten im Oktober 2007 mit der Berliner Band Mia in China (Nanjing) auf.
Am 9. Februar 2007 vertrat die Band das Bundesland Baden-Württemberg bei dem Bundesvision Song Contest mit dem Titel Mario und belegte nach telefonischer Zuschauerabstimmung Platz 10.
Am 23. Februar 2007 brachte Tele ihr drittes Album mit dem Titel Wir brauchen nichts, das wieder unter Patrik Majer eingespielt wurde, auf den Markt.
Nach der Veröffentlichung der Single/EP Die Nacht ist jung (VÖ: 15. Mai 2009) und dem Wechsel zum neuen (alten) Label tapete records erschien am 5. Juni 2009 ihr viertes Album Jedes Tier, welches in Zusammenarbeit mit Majer, Moses Schneider (Beatsteaks, Tocotronic), Pascal El Sauaf und Peter Schmidt (Klee, Selig, Quarks) produziert wurde.
Anfang 2011 brachte die Band ihr erstes Live-Album Jedes Tour Live auf den Markt. Die Titel wurden vom 19. bis 21. Februar 2010 in Hannover, Hamburg und Potsdam aufgenommen.
2017 war Tele mit dem Lied Der kleine Mann in meinem Kopf auf dem Sampler Unter meinem Bett 3 vertreten, Gitarre spielte Christoph Bernewitz.

## Kollaborationen
- Auf dem Album Wovon sollen wir leben singt Judith Holofernes bei zwei Songs die Hintergrundstimme
- Im Song Hier zu sein von Virginia Jetzt! singt Francesco Wilking die Hintergrundstimme
- Im Song Für nichts garantieren von Wir sind Helden singt Francesco Wilking gemeinsam mit Judith Holofernes
- Auf dem Album Es brennt so schön von Olli Schulz singt Wilking in So lange einsam
- Auf der Wir sind Helden-Tour 2008 waren Tele die Vorband
- Auf der Wir sind Helden-CD Bring mich nach Hause spielt Jörg Holdinghausen E-Bass und begleitet die Band seitdem auch als Bassist auf ihren Tourneen
- Mit Pola Roy bildet Jörg Holdinghausen die Band Per Anders. Auf dem gleichnamigen Debütalbum von 2010 spielt er alle Instrumente bis auf das Schlagzeug, Gastsängerin ist Judith Holofernes.
- Filmmusik zu Magical Mystery oder: Die Rückkehr des Karl Schmidt (2017) zusammen mit unter anderem Deichkind und WestBam.

## Diskografie

### Alben
- 2000: Tausend und ein Verdacht (erst Eigenvertrieb, dann 2003 bei Tapete Records)
- 2004: Wovon sollen wir leben (Universal Music)
- 2007: Wir brauchen nichts (Universal Music)
- 2009: Jedes Tier (Tapete Records)
- 2011: Jedes Tour Live (Tapete Records)

### EPs
- 2003: Tele (Tapete Records)
- 2009: Die Nacht ist jung (Tapete Records)

### Singles
- 2004: Falschrum (Universal Music)
- 2005: Es kommt ein Schiff (Universal Music)
- 2007: Mario (Universal Music)
- 2007: Fieber (Universal Music)
- 2007: Bye Bye Berlin (Universal Music)

### Kompilationsbeiträge
- 2003: Now Now Now auf Müssen alle mit (Tapete Records)
- 2004: Wunder in Briefen auf Müssen alle mit 2 (Tapete Records)
- 2004: Now Now Now auf Immergutrocken (Grand Hotel van Cleef)
- 2005: Es kommt ein Schiff auf Müssen alle mit 3 (Tapete Records)
- 2007: Mario auf Müssen alle mit 4 (Tapete Records)

### Remixe
- 2005: Falschrum (Rework Remix)
- 2007: Mario (Erobique Slick Mix) von Erobique (International Pony)
- 2007: Fieber (Discofox Remix) von Tommy Finke

## Musikvideos
- Falschrum
- Es kommt ein Schiff
- Wiemir (live)
- Mario
- Fieber
- Die Nacht ist jung
- Im Radio